# Omar Bravo
Omar Bravo Tordecillas (* 4. března 1980 Los Mochis) je mexický fotbalový útočník.
Je odchovancem CD Guadalajara, v roce 2006 s ním získal mistrovský titul a se 132 brankami je nejlepším střelcem v historii klubu. V roce 2008 přestoupil do španělského klubu Deportivo de La Coruña, kde se však neprosadil a po roce se vrátil do Guadalajary, hrál také za Tigres UANL, Sporting Kansas City, Cruz Azul, Club Atlas a North Carolina FC, od roku 2017 působí ve Phoenix Rising FC (United Soccer League).
Za mexickou reprezentaci v letech 2003–2013 odehrál 66 zápasů a vstřelil v nich 15 branek. Hrál na olympiádě 2004, kde Mexičané vypadli v základní skupině, a na mistrovství světa ve fotbale 2006 (osmifinále, vstřelil dvě branky v úvodním utkání s Íránem). Je dvojnásobným vítězem Zlatého poháru CONCACAF (2003 a 2009) a bronzovým medailistou z Copa América 2007.